# Nvivo

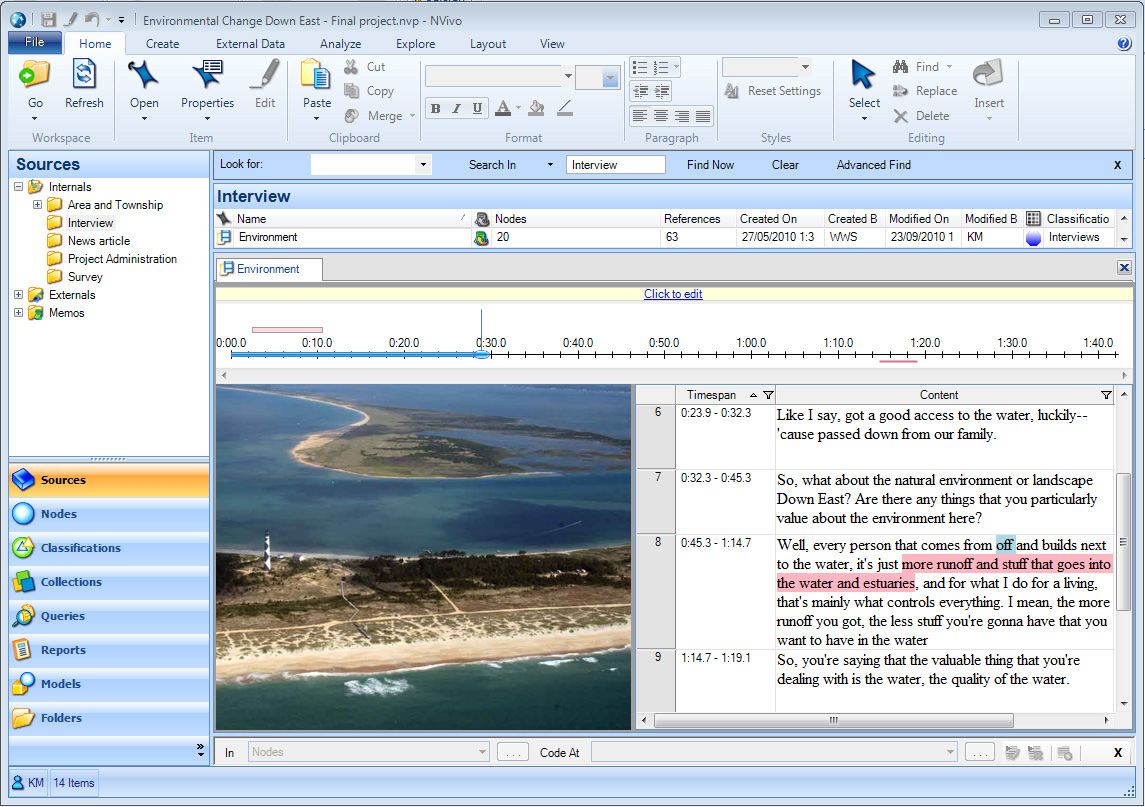
Screenshot från NVivo 9

NVivo är ett datorprogram som används inom kvalitativ forskning. Detta analysverktyg skapades 1997, och det har sina rötter i universitetsprojektet NUD*IST från 1981.
Kvalitativ forskning innebär analys av lågt strukturerade data, som intervjuer, enkäter med öppna svar, videoavsnitt med mera. NVivo är ett av de "CAQDAS"-program (CAQDAS = Computer-assisted qualitative data analysis software) som används för att hantera denna typ av forskning och de omfattande samband som kan behöva utforskas.

## Bakgrund
Programmet NVivo produceras av QSR International och har formgivits av forskare för forskare inom kvalitativ forskning. Kvalitativa forskare analyserar ofta omfångsrika, textbaserade material samt annan multimediainformation (till exempel bild, ljud, video, PDF). NVivo möjliggör djupgående analys av såväl stora som små datamängder vilket möjliggör/underlättar det annars omfattande manuella arbetet med denna typ av kvalitativa analyser.
NVivo används idag av akademiska, statliga, och kommersiella forskare inom varierande forskningsfält. Exempel på sådana fält är sociala vetenskaper som antropologi, psykologi, kommunikation, sociologi men även forskningsfält som ekonomi, turism, marknadsföring och kriminalteknik/juridik.
Den första NVivoversionen utvecklades av Tom Richards 1999. Denna första version innehöll verktyg för detaljerad analys och kvalitativ modellering. Historien bakom NVivo startades av Tom och Lyn Richards redan 1981 med skapandet av programmet NUD*IST. Initialt var NUD*IST ett universitetsprojekt.

## Beskrivning
NVivo hjälper användaren att organisera och analysera icke-numeriska eller ostrukturerade data. Programmet möjliggör för användaren att klassificera, sortera och arrangera information, att undersöka relationer i data och att kombinera analysen med länkning, sökning och modellering. Forskaren, eller analytikern, kan testa teorier, identifiera trender och korsundersöka information på en mängd sätt genom att använda NVivo:s sök- och frågefunktioner. Forskaren kan också registrera sina observationer direkt i programmet och skapa ett underlag för sin analys.
NVivo stödjer en mängd olika forskningsmetoder som diskursanalys, organisationsstudier, grundad teori, fenomenologi, attitydundersökningar, etnologi, litteraturöversikt, "mixed methods", Framework. NVivo stödjer dessutom direkt import från SurveyMonkey. SurveyMonkey används bland annat för webbaserade open-ended-enkäter.
NVivo stödjer textanalys i alla språk som Windows stödjer. NVivo:s gränssnitt finns på engelska, spanska, portugisiska, franska, tyska, japanska och förenklad kinesiska. Vidare stödjer NVivo dataformat som ljudfiler, videor, digitala fotografier, Word, PDF, kalkylblad, Rich Text Format och enkel text.
Idag[när?] finns fler än 1,5 miljoner användare, i mer än 150 länder.

## Versionshistorik
- NUD*IST - 1981 till 1997
- N4 - 1997
- N5 - 2000
- N6 - 2002
- NVivo 2 - 2002
- NVivo 7 – 2006 (konsolidering av NVivo och N6 (NUD*IST))
- NVivo 8 - 2008
- NVivo 9 - 2010
- NVivo 10 - 2012
- NVivo 10 för Mac - 2014